# Vliegden

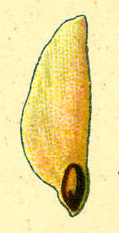
Zaad van grove den

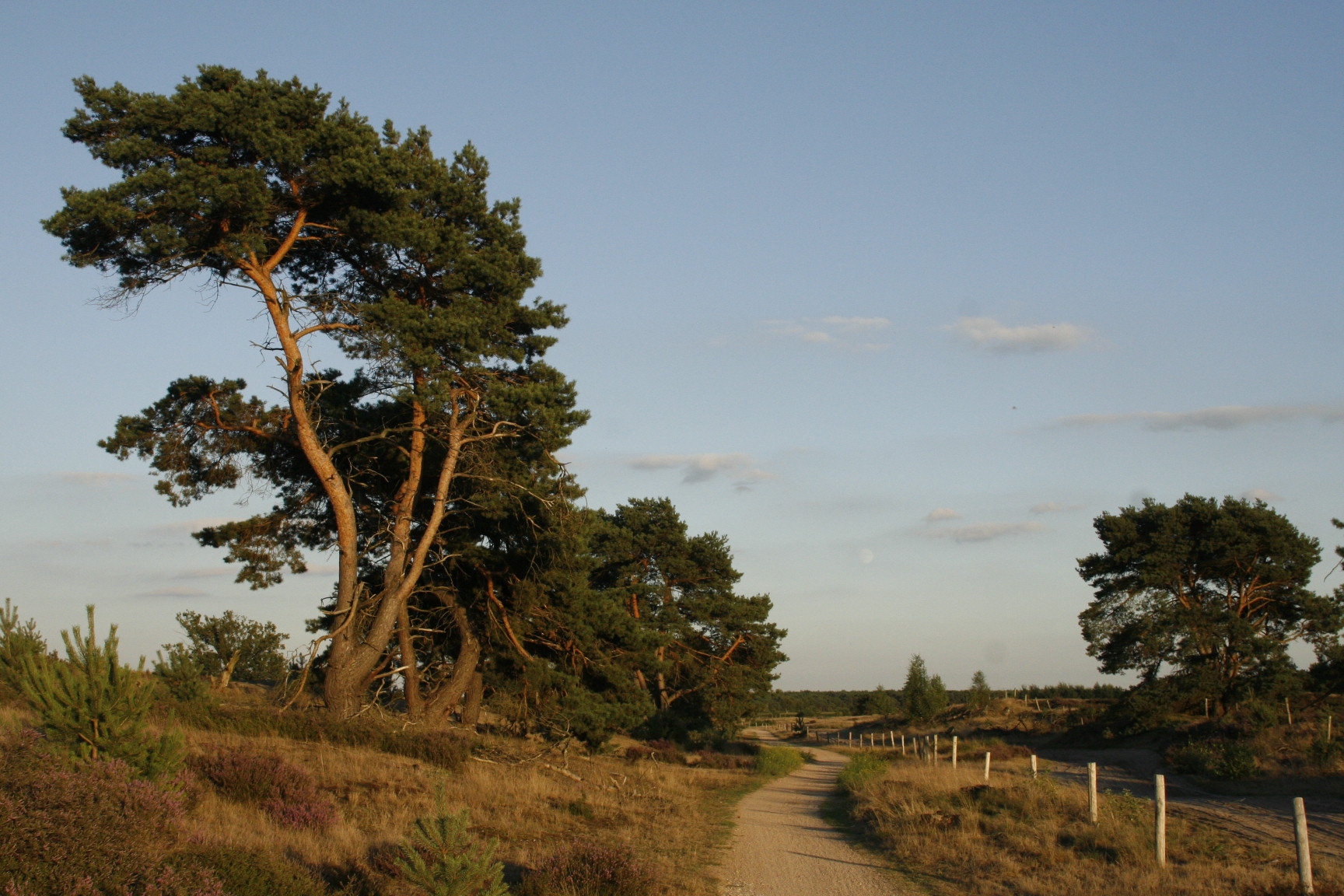
Vliegdennen op de Groote Heide bij Leende

Een vliegden is een door natuurlijke uitzaaiing verspreide grove den (Pinus sylvestris). De benaming is te danken aan de wijze waarop het zaad waaruit de boom is gegroeid op zijn plaats kwam, het is namelijk meegevoerd door de wind. Het zaad van de vliegden is licht en voorzien van een vleugeltje waardoor de wind het vrij ver kan meenemen.
Er is geen sprake van een aparte genetische vorm, maar door de natuurlijke uitzaaiing buiten op vooral open zandgronden zoals heide en stuifzand wijkt de vorm van de vliegden nogal af van de grove den die in een bos groeit. Bosbomen zijn door de aanplanting van veel bomen in een dicht verband op weinig grond in een onderlinge concurrentie om licht. Als gevolg daarvan ontwikkelen ze lange, rechte stammen en hoge kruinen. De vliegden daarentegen staat vaak alleen, vangt rondom licht op en groeit daardoor uit tot een boom met laaghangende takken en brede kroon. Ook als een groep vliegdennen tezamen opgroeit tot een bos blijft dit beeld bewaard. 
De achtzalighedenboom in het Belgische Lille en de vliegden in de Halsche Beemden Minderhout zijn bekende voorbeelden van oude vliegdennen.